# 萩城下町
34°24′47.275″N 131°23′17.362″E / 34.41313194°N 131.38815611°E
萩城下町（日语：／ Hagijōkamachi */?）是17世紀至19世紀期間，以日本长州藩的萩城為中心形成的城下町，位於現今山口縣萩市。

品紅色區域為被列入明治工业革命遗迹的範圍

萩城下町除了以「萩城城下町」的名稱被日本政府列為國家古蹟，其中過去屬於上級武士居住的「堀内地區」約55公頃的區域被日本政府列為重要傳統的建造物群保存地區，而整個城下町及萩城遺跡的區域共達96.9公頃的區域一同以「萩城下町」的名字成為世界遺產明治工業革命遺蹟：鋼鐵、造船和煤礦的一個項目。

## 歷史
1600年毛利輝元在關原之戰擔任西軍總大將戰敗後，領地由原本的八國112萬石被德川家康減封至只剩下周防國及長門國兩國29.8萬石。
1603年毛利氏選了防府的桑山、山口的鴻之峰和萩的指月山三個地點作為藩府的候選地點，在與江戶幕府老中本多正信交涉後，最後選定在萩的指月山建立新城，並於1604年開始興建萩城。一般認為而町割的規劃是在興建萩城時一同進行的，而家臣团的宅地是1605年確定的；當時規劃家臣依據石高分配不同的土地空間，3000石以下900坪、1500石以下600坪、450石以下400坪、150石以下200坪、徒士及三十人通120坪、陣僧和足輕以下70坪。其中堀內地區主要由支藩主等毛利家一門及上級武士所居住。
1682年曾發生了大火，造成包括堀內地區共八十多間房子燒毀。
1863年毛利氏考慮到與外國對抗時，臨海的萩市將面臨外國海軍的軍事威脅，因而將長州藩藩廳自萩城遷移至山口政事堂（為於現今的山口市），萩城不再是長州藩的政治中心，也連帶使得萩城下町的發展告一段落。
19世紀末明治維新後，位於堀內地區的許多上級武士住所被在居民遷離萩之後，將土地作為栽種夏柑的果園使用，而中下級武士的住所大多仍維持原本的住宅功能；而一般百姓的住所區域則遭到明顯的現代化改建町；但整體城下町市街規劃並沒有遭到太大的改變，故整體街廓仍完整保存至今。
也由於城下町內包括水道、武家建築、町家建築、寺社建築、御船倉、藩校等許多建築仍保存下來，萩城城下町在1967年被日本政府列為國家史蹟，上級武士居住的堀內地區在1976年被列為重要傳統的建造物群保存地區，
2000年代開始，日本開始規劃將在1850年代至1910年代之間涉及鋼鐵冶煉、造船、煤炭等產業發展的歷史遺跡共同向聯合國教科文組織申請登錄為世界遺產，萩城下町也在2009年被列入其中，2015年經世界遺產委員會通過後也正式成為世界遺產。

## 照片集

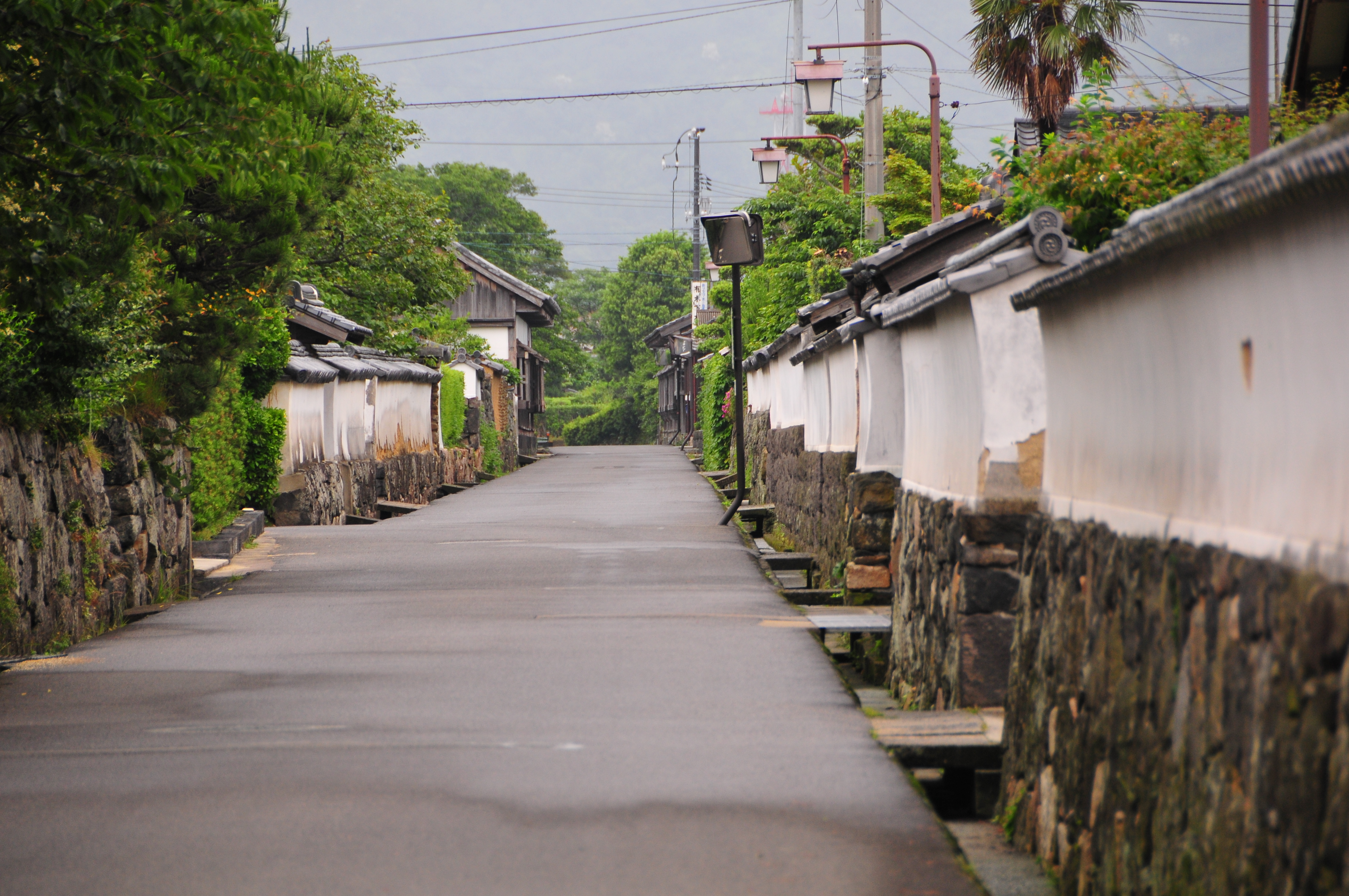
堀內地區的武家屋敷街道
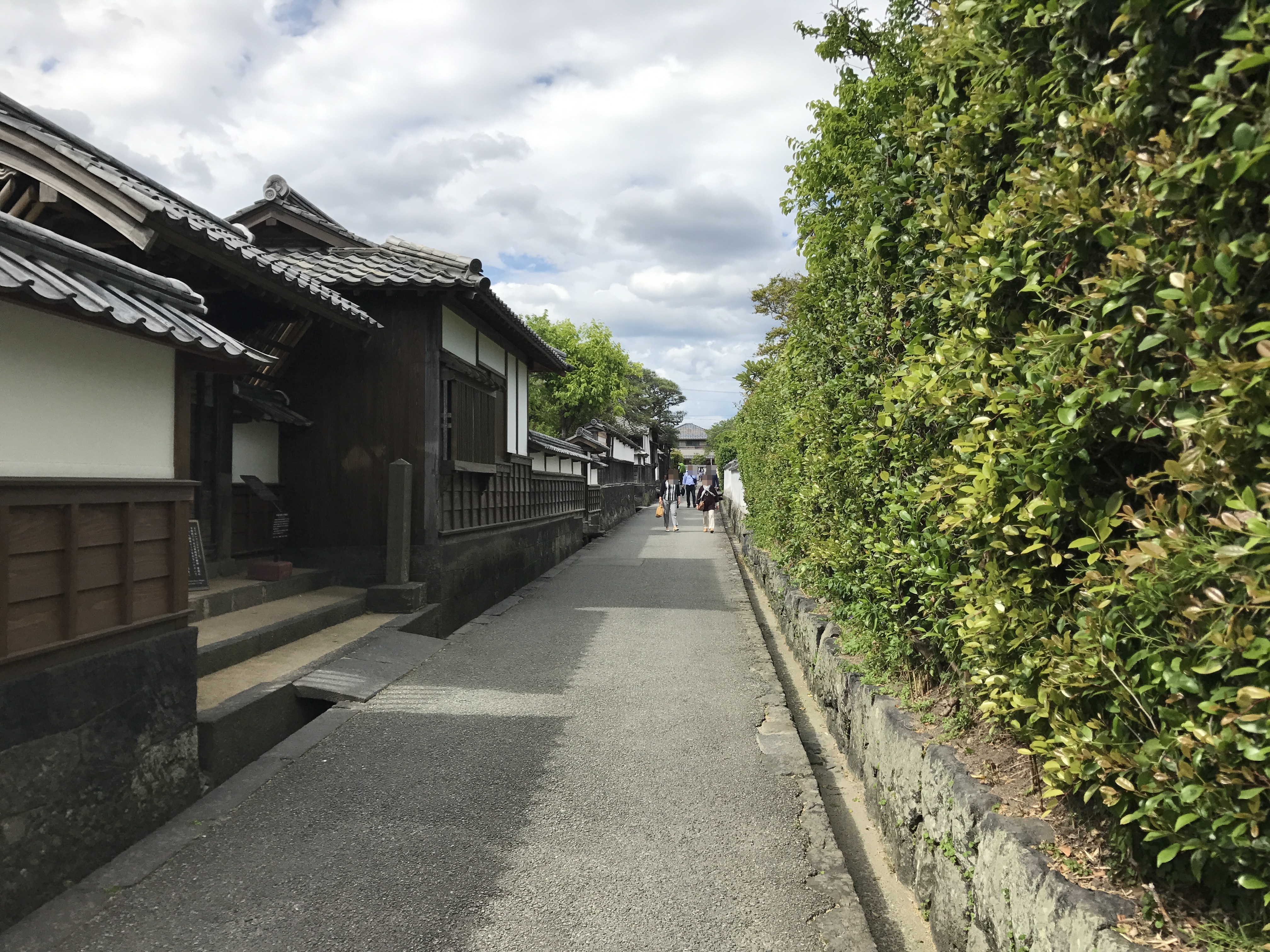
圓政寺付近的江戶屋橫丁
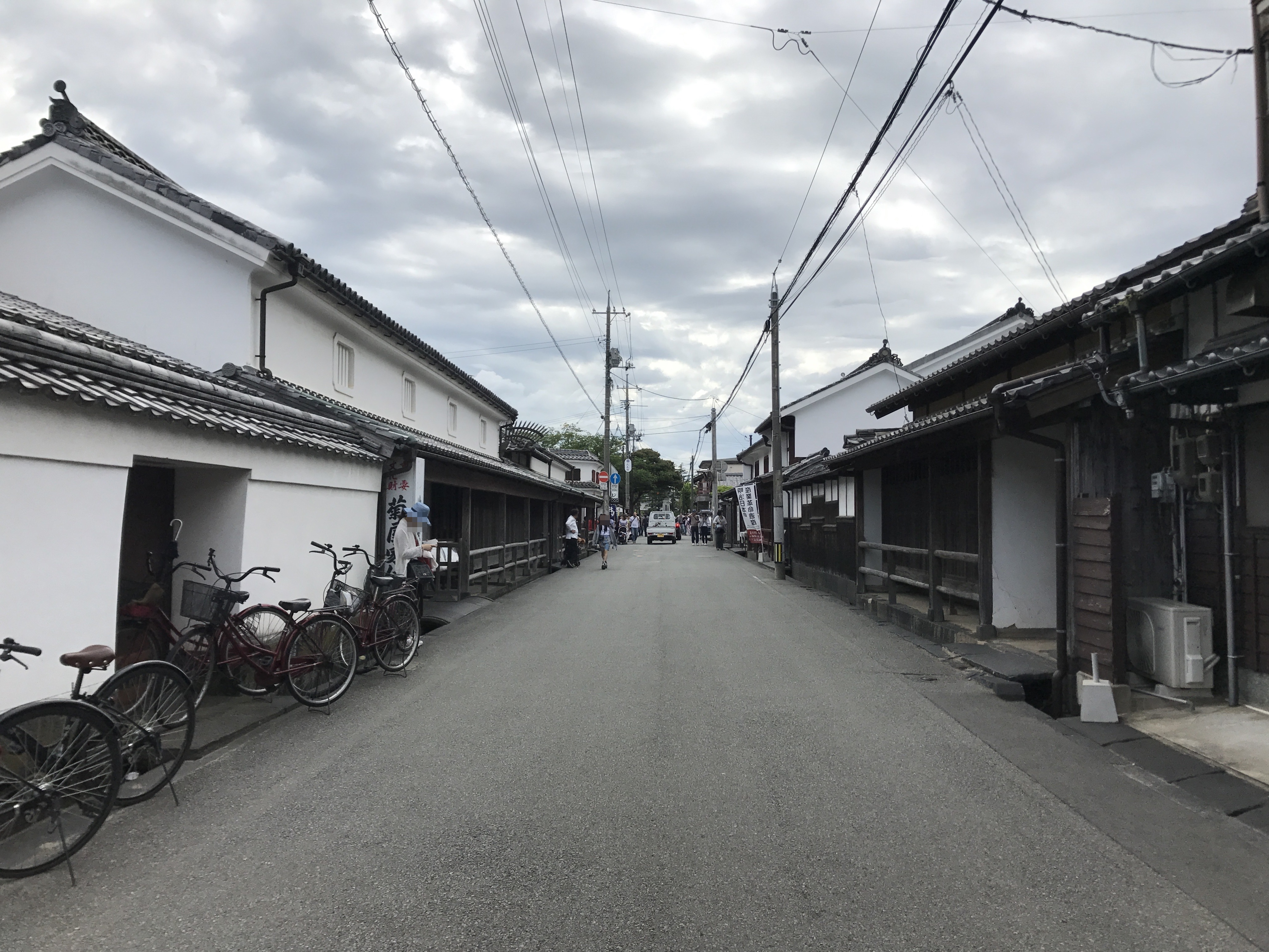
吳服町地區的街道
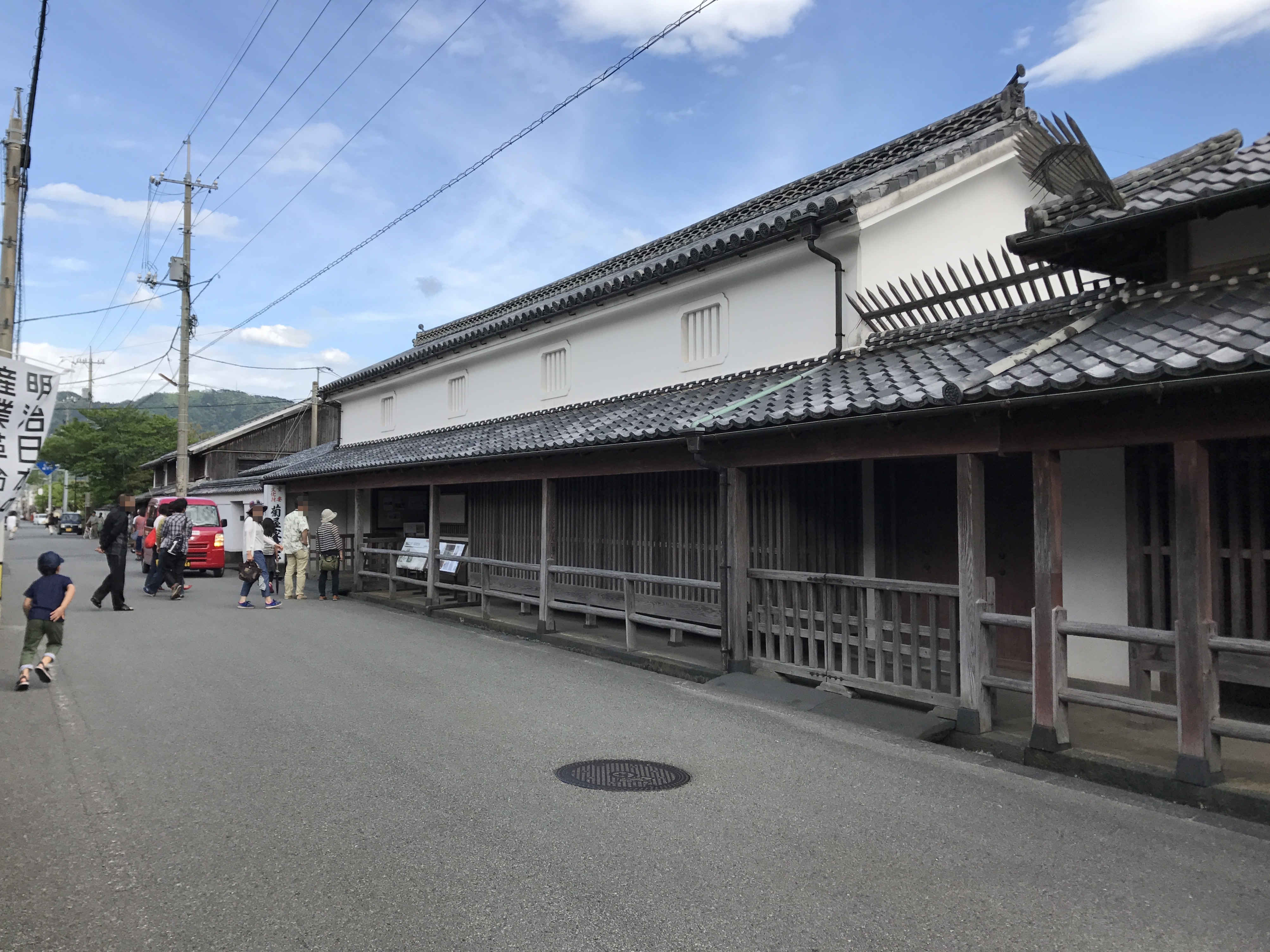
城下町內的菊屋家住宅
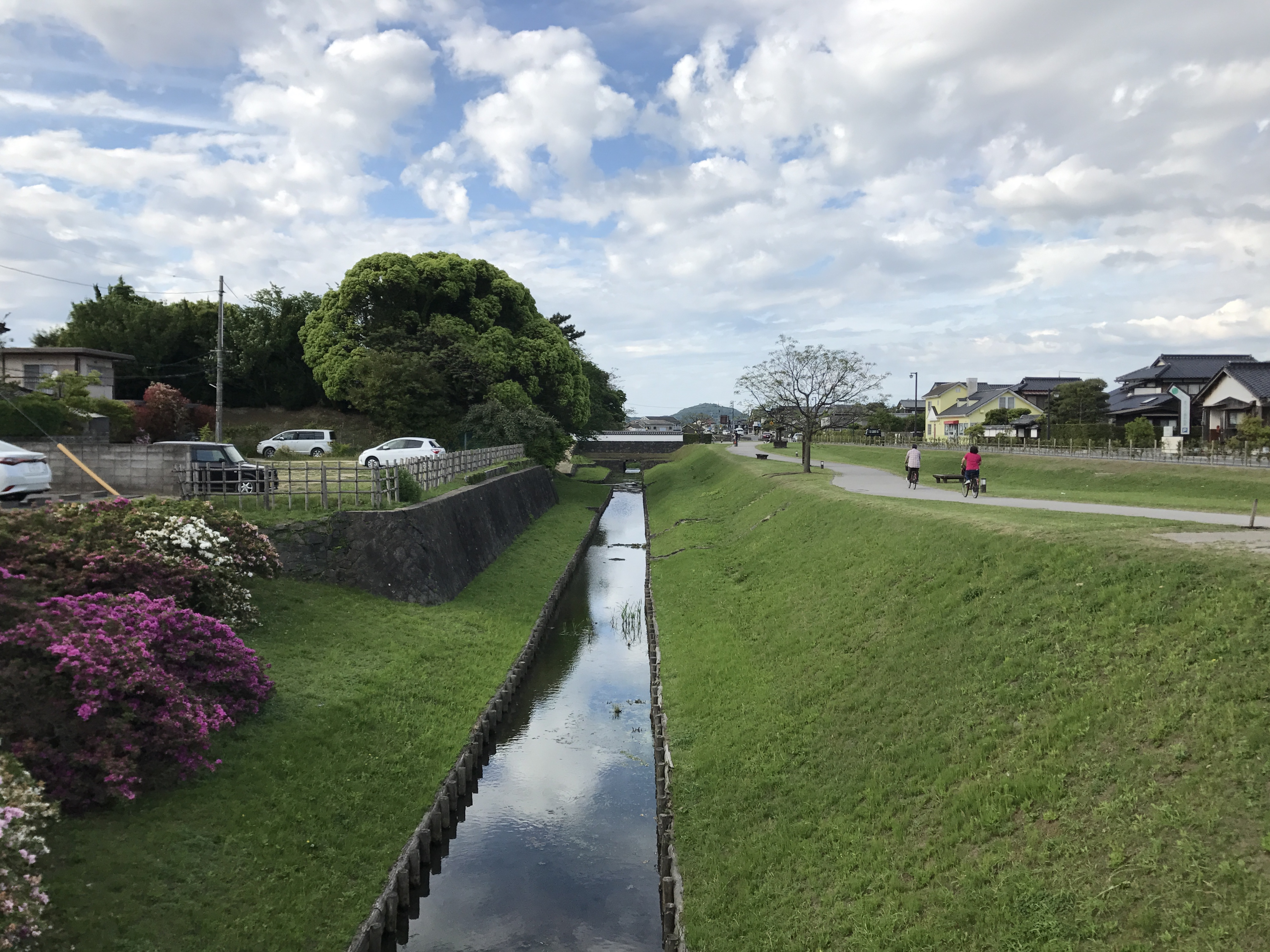
萩城的外堀